# Thelypteris pinnata
Thelypteris pinnata là một loài thực vật có mạch trong họ Thelypteridaceae. Loài này được (Copel.) Ching miêu tả khoa học đầu tiên năm 1941.